# Rhynchothalestris helgolandica
Rhynchothalestris helgolandica är en kräftdjursart som först beskrevs av Claus 1863.  Rhynchothalestris helgolandica ingår i släktet Rhynchothalestris och familjen Thalestridae. Arten är reproducerande i Sverige. Inga underarter finns listade i Catalogue of Life.